# Me Against the World
Me Against the World – trzeci studyjny album 2Paca wydany 14 marca 1995 roku. Za produkcję albumu odpowiedzialni byli m.in. Tony Pizarro, Easy Mo Bee czy Shock G.

## Lista utworów
1. „Intro”
2. „If I Die 2Nite”
3. „Me Against the World” (gośc. Dramacydal)
4. „So Many Tears”
5. „Temptations”
6. „Young Niggaz”
7. „Heavy in the Game” (gośc. Richie Rich)
8. „Lord Knows”
9. „Dear Mama”
10. „It Ain’t Easy”
11. „Can U Get Away”
12. „Old School”
13. „Fuck the World”
14. „Death Around the Corner”
15. „Outlaw” (gośc. Dramacydal)

## Certyfikaty i sprzedaż
| Kraj                     | Certyfikat         | Sprzedaż   |
| ------------------------ | ------------------ | ---------- |
| Stany Zjednoczone (RIAA) | 2x platynowa płyta | 2 000 000+ |
| Wielka Brytania (BPI)    | złota płyta        | 100 000+   |